# Den mörka spegeln
Den mörka spegeln är en amerikansk film från 1946 i regi av Robert Siodmak. Vladimir Pozner som var upphovsman till historien nominerades till en Oscar för bästa berättelse. Olivia de Havilland gör en dubbelroll i filmen som tvillingar.

## Handling
En man hittas mördad och vittnen har pekat ut en kvinna som de såg lämna hans lägenhet. Det visar sig dock att denna kvinna har en tvillingsyster och nu måste en polis och en psykolog tillsammans lista ut vem av dem som är skyldig.

## Rollista
- Olivia de Havilland - Terry och Ruth Collins
- Lew Ayres - Dr. Scott Elliott
- Thomas Mitchell - Stevenson
- Richard Long - Rusty
- Charles Evans - Girard
- Garry Owen - Franklin
- Lela Bliss - Mrs. Didriksen
- Lester Allen - Benson